# Clarificação e estabilização do vinho

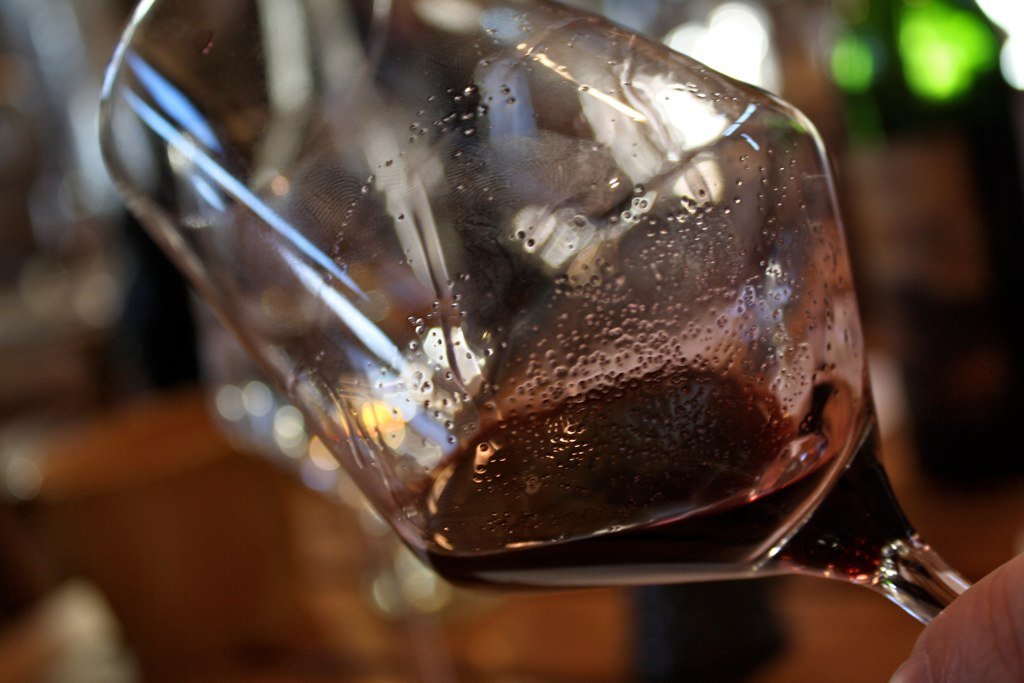
O processo de vinificação produz naturalmente sedimentos que podem se precipitar no vinho.

A clarificação e a estabilização do vinho são os processos pelos quais a matéria insolúvel suspensa no vinho é removida antes do envase. Essa matéria pode incluir células mortas de levedura (borras), bactérias, tartaratos, proteínas, pectinas, vários taninos e outros compostos fenólicos, bem como pedaços de casca de uva, polpa, caules e gomas. A clarificação e a estabilização podem envolver colagem, filtração, centrifugação, flotação, refrigeração, pasteurização e/ou maturação em barris e estantes.

## Esclarecimento do vinho
Na degustação de vinhos, um vinho é considerado "límpido" quando não há partículas visíveis suspensas no líquido e, especialmente no caso dos vinhos brancos, quando há algum grau de transparência. Um vinho com muita matéria em suspensão parecerá turvo e sem brilho, mesmo que seu aroma e sabor não sejam afetados; portanto, os vinhos geralmente passam por algum tipo de clarificação.
Antes da fermentação, enzimas divisoras de pectina e, no caso do vinho branco, agentes de colagem, como a bentonita, podem ser adicionados ao mosto para promover a eventual aglomeração e sedimentação dos colóides. As pectinas são moléculas estruturais nas paredes celulares das frutas que têm a importante função de "colar" as células vegetais. O teor de pectina das uvas aumenta constantemente durante o amadurecimento, atingindo níveis de cerca de 1 g/L, embora varie de acordo com a variedade e os processos de manuseio pré-fermentação. As moléculas grandes de pectina podem afetar a quantidade de suco produzido na prensagem, a facilidade de filtração e clarificação e a extração de taninos. As uvas contêm enzimas pectolíticas naturais responsáveis pelo amolecimento das bagas de uva durante o amadurecimento, mas elas não são ativas em condições de vinificação (devido ao nível de pH, SO2 e álcool). Portanto, enzimas pectolíticas fúngicas são frequentemente adicionadas ao mosto branco para quebrar as pectinas, diminuir a viscosidade do suco e acelerar a decantação. Nos mostos tintos, isso aumenta a cor e a extração de taninos.
Após a fermentação, a força da gravidade pode, eventualmente, fazer com que o vinho "fique brilhante" ou clarifique naturalmente, à medida que as partículas suspensas maiores se acomodam gradualmente no fundo do recipiente de armazenamento. Mas esse processo pode levar muitos meses, ou até anos, bem como várias trasfegas, para produzir um vinho perfeitamente límpido. Os produtores podem acelerar o processo usando agentes de colagem, filtração e/ou flotação.

### Colagem
Na vinificação, a colagem é o processo em que uma substância (agente de colagem) é adicionada ao vinho para criar uma ligação adsorvente, enzimática ou iônica com as partículas suspensas, produzindo moléculas maiores e partículas maiores que se precipitarão do vinho com mais facilidade e rapidez. Diferentemente da filtração, que só pode remover partículas (como células mortas de levedura e fragmentos de uva), a colagem pode remover substâncias solúveis, como taninos polimerizados, fenóis corantes e proteínas; algumas dessas proteínas podem causar turvação em vinhos expostos a altas temperaturas após o envase. A redução do tanino pode diminuir a adstringência dos vinhos tintos. Historicamente, muitas substâncias têm sido usadas como agentes de colagem, inclusive pó de sangue seco. Há dois tipos gerais de agentes de colagem: compostos orgânicos e materiais sólidos/minerais.
Os compostos orgânicos usados como agentes de colagem são geralmente de origem animal, uma possível causa de preocupação para os veganos. Os compostos orgânicos mais comuns usados incluem clara de ovo, caseína derivada do leite, gelatina e ictiocola obtida da bexiga de peixes. Minerais pulverizados e materiais sólidos também podem ser usados, sendo a argila bentonita uma das mais comuns, graças à sua eficácia na absorção de proteínas e algumas bactérias. O carvão ativado do carvão vegetal é usado para remover alguns fenóis que contribuem para o escurecimento, bem como algumas partículas que produzem "odores estranhos" no vinho. Em um processo conhecido como colagem azul, o ferrocianeto de potássio às vezes é usado para remover quaisquer partículas de cobre e ferro que tenham entrado no vinho a partir da bentonita, equipamentos metálicos de vinícolas e vinhedos ou pulverizações de vinhedos, como a calda bordalesa. Como o ferrocianeto de potássio pode formar cianeto de hidrogênio, seu uso é altamente regulamentado e, em muitos países produtores de vinho, ilegal. Sílica e caulim também são usados às vezes.
Alguns países, como a Austrália e a Nova Zelândia, têm leis de rotulagem de vinhos que exigem que o uso de agentes de colagem que podem ser uma substância alergênica apareça no rótulo do vinho. No entanto, um estudo conduzido pelo Departamento de Viticultura e Enologia da Universidade da Califórnia, em Davis, constatou que nenhuma quantidade detectável de agentes de colagem inorgânicos e apenas traços de agentes proteicos são deixados no vinho.
Há o risco de moléculas aromáticas valiosas serem precipitadas junto com a matéria menos desejável. Alguns produtores de vinho premium evitam a colagem ou a retardam para extrair mais sabor e aroma dos fenóis antes de serem removidos.

### Filtração

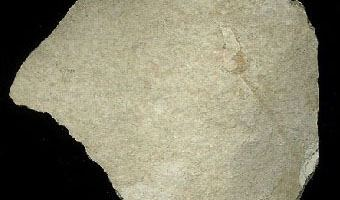
Terra de diatomáceas, frequentemente usada na filtração de profundidade.

Enquanto a colagem clarifica o vinho ligando-se a partículas suspensas e precipitando-as como partículas maiores, a filtração funciona passando o vinho por um meio filtrante que captura partículas maiores do que os orifícios do meio. A filtração completa pode exigir uma série de filtragens em filtros cada vez mais finos. Muitos vinhos brancos exigem a remoção de todas as leveduras e/ou bactérias lácticas potencialmente ativas para que permaneçam estáveis de forma confiável na garrafa, e isso geralmente é obtido por meio de filtração fina.
A maior parte da filtração em uma vinícola pode ser classificada como filtração de profundidade mais grosseira ou filtração de superfície mais fina. Na filtração de profundidade, geralmente feita após a fermentação, o vinho é empurrado através de uma camada espessa de placas feitas de fibras de celulose, terra diatomácea ou perlita. Na filtração de superfície, o vinho passa por uma membrana fina. A passagem do vinho paralelamente à superfície do filtro, conhecida como filtração de fluxo cruzado, minimiza o entupimento do filtro. A filtração de superfície mais fina, a microfiltração, pode esterilizar o vinho ao reter todas as leveduras e, opcionalmente, as bactérias, e por isso é frequentemente realizada imediatamente antes do envase. Geralmente, considera-se que um filtro com classificação absoluta de 0,45 µm resulta em um vinho microbialmente estável e é obtido pelo uso de cartuchos de membrana, mais comumente fluoreto de polivinilideno (PVDF). Alguns vinhos tintos podem ser filtrados a 0,65 µm, para remover a levedura, ou a 1,0 µm, para remover apenas Brettanomyces viáveis.

### Flotação
A técnica de vinificação por flotação foi adaptada do processo de flotação de espuma usado no setor de mineração para refino de minério. Nesse processo, pequenas bolhas de ar (ou nitrogênio comprimido) são injetadas no fundo de um tanque. À medida que as bolhas sobem pelo mosto, os sólidos da uva, inclusive os compostos fenólicos propensos à oxidação e ao escurecimento, tendem a se agarrar às bolhas, criando uma espuma que pode ser removida do vinho. Isso deve ser feito antes da fermentação, pois a levedura inibirá a floculação envolvida.

## Estabilização

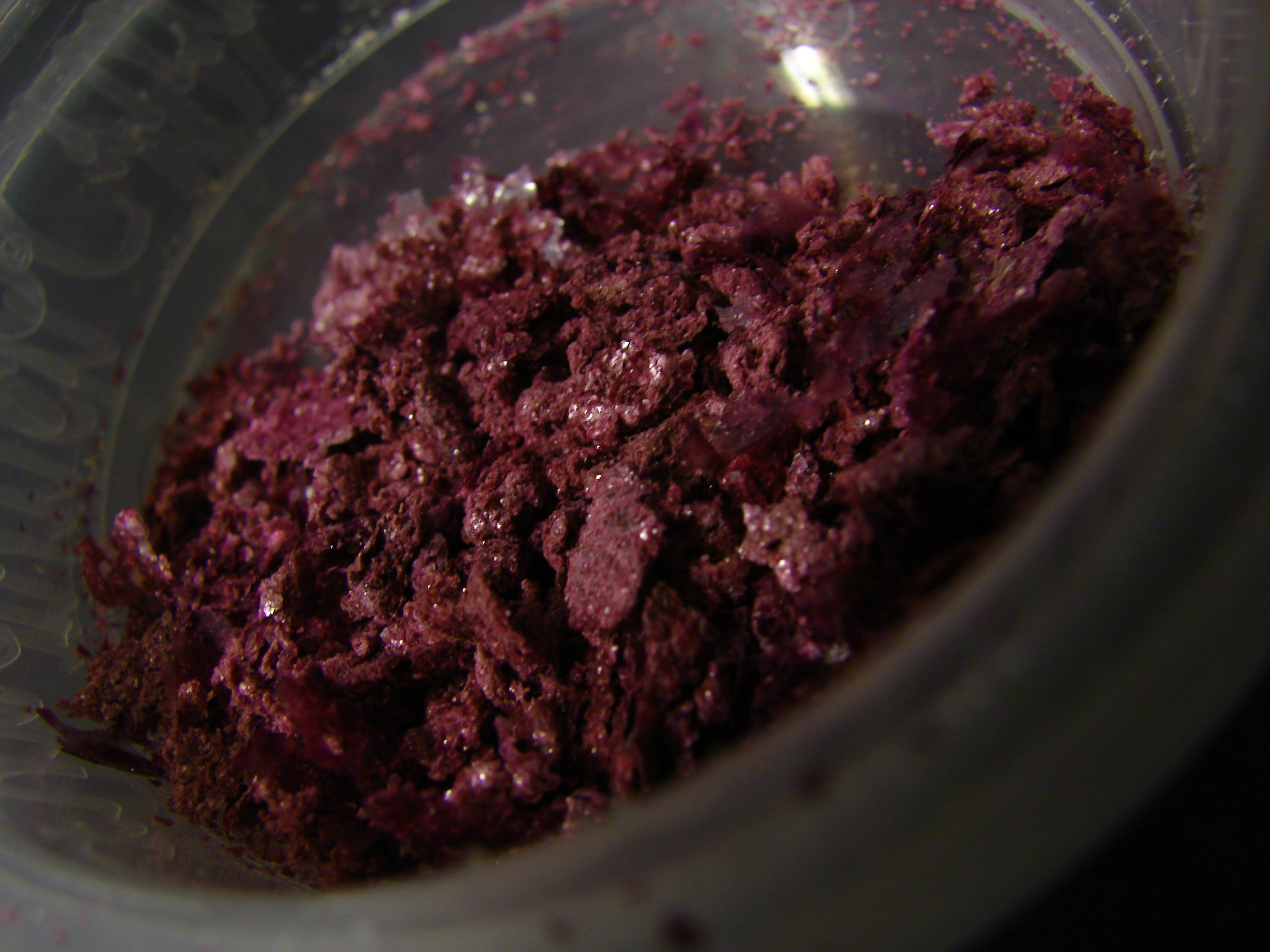
A estabilização a frio faz com que os tartaratos cristalizem e precipitem no vinho.

Como uma mistura química complexa dependente da atividade de microrganismos, o vinho pode ser instável e reativo a mudanças em seu ambiente. Depois de envasado, o vinho pode ser exposto a extremos de temperatura e umidade, bem como a movimentos violentos durante o transporte e o armazenamento. Isso pode causar turvação, sedimentação e/ou a formação de cristais de tartarato; mais seriamente, também pode causar deterioração ou a produção de gás carbônico.

### Instabilidade de temperatura
O ácido tartárico é o ácido mais proeminente no vinho, com a maior parte da concentração presente como bitartarato de potássio. Durante a fermentação, esses tartaratos se ligam às borras, aos resíduos de polpa e aos taninos e pigmentos precipitados. Embora haja alguma variação de acordo com a variedade de uva e o clima, geralmente cerca de metade dos depósitos são solúveis no vinho, mas, quando expostos a baixas temperaturas, podem cristalizar-se de forma imprevisível. Os cristais, embora inofensivos, podem ser confundidos com vidro quebrado ou simplesmente considerados pouco atraentes pelos consumidores. Para evitar isso, o vinho pode passar por uma "estabilização a frio", na qual é resfriado até próximo ao seu ponto de congelamento para provocar a cristalização antes do envase. Em alguns vinhos brancos, há quantidades significativas de proteínas que, por serem "instáveis ao calor", coagularão se expostas a calor excessivamente flutuante; o uso de agentes de colagem, como a bentonita, pode evitar a turbizdez (haze) que isso causa.

### Instabilidade microbiológica

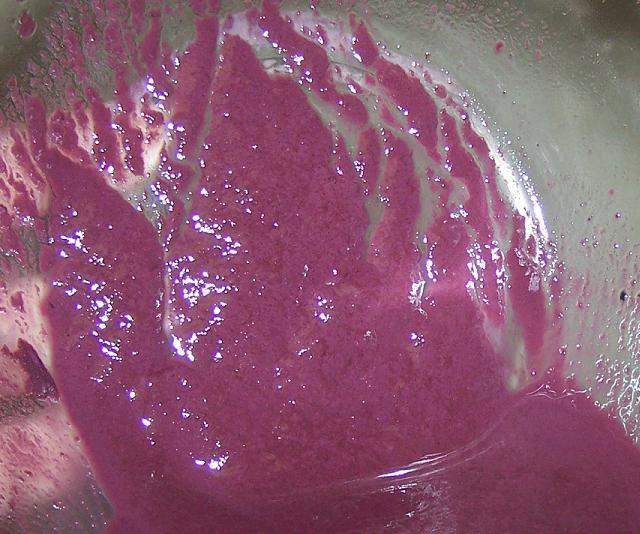
As células de levedura mortas podem deixar o vinho turvo, enquanto a levedura ativa pode desencadear uma nova fermentação.

Um vinho que não foi esterilizado por filtração pode muito bem ainda conter células de levedura e bactérias vivas. Se a fermentação alcoólica e a malolática tiverem sido concluídas e não houver excesso de oxigênio nem a presença de levedura Brettanomyces, isso não deverá causar problemas; a higiene moderna eliminou em grande parte a deterioração por bactérias como a Acetobacter, que transforma o vinho em vinagre. No entanto, se houver açúcar residual, ele poderá sofrer fermentação secundária, criando dióxido de carbono dissolvido como subproduto. Quando o vinho é aberto, ele fica frisante ou "espumante". Em um vinho destinado a ser tranquilo, isso é considerado uma falha grave; pode até causar a explosão da garrafa. Da mesma forma, um vinho que não tenha passado por uma fermentação malolática completa pode sofrer essa fermentação na garrafa, reduzindo sua acidez, gerando dióxido de carbono e adicionando um aroma de diacetil de caramelo. As leveduras Brettanomyces adicionam aromas de 4-etilfenol, 4-etilguaiacol e ácido isovalérico de suor de cavalo. Esses fenômenos podem ser evitados pela filtragem estéril, pela adição de quantidades relativamente grandes de dióxido de enxofre e, às vezes, de ácido sórbico, pela mistura com álcool para produzir um vinho fortificado com força suficiente para matar todas as leveduras e bactérias, ou pela pasteurização.
A pasteurização dá origem a um vinho kosher do tipo chamado mevushal, literalmente "cozido" ou "fervido", que pode ser manuseado por não judeus e judeus não-observantes sem perder seu status kosher. Normalmente, o vinho é aquecido a 85 °C por um minuto e, em seguida, resfriado a 50 °C, temperatura em que permanece por até três dias, matando todas as leveduras e bactérias. Em seguida, o vinho pode esfriar ou ser envasado a "quente" e resfriado por borrifos de água. Como a pasteurização afeta o sabor e o potencial de envelhecimento do vinho, ela não é usada para vinhos premium. Um procedimento mais suave, conhecido como pasteurização rápida (HTST), envolve o aquecimento a 96 °C por alguns segundos, seguido de resfriamento rápido.

### Outros métodos de estabilização
A clarificação tende a estabilizar o vinho, pois remove algumas das mesmas partículas que promovem a instabilidade. A oxidação gradual que ocorre durante o envelhecimento em barris também tem um efeito estabilizador natural.

## Produção de vinhos premium
Alguns produtores preferem não clarificar e estabilizar completamente seus vinhos, acreditando que os processos envolvidos podem diminuir o aroma, o sabor, a textura, a cor ou o potencial de envelhecimento de um vinho. Especialistas em vinhos, como Tom Stevenson, observam que eles podem melhorar a qualidade do vinho quando usados com moderação e cuidado, ou diminuí-la quando usados em excesso. Os vinicultores deixam deliberadamente mais tartaratos e fenólicos nos vinhos projetados para um longo envelhecimento em garrafa para que eles possam desenvolver os compostos aromáticos que constituem o buquê. Os consumidores de alguns vinhos, como Bordeaux tinto e Porto, podem esperar ver tartaratos e sedimentos após o envelhecimento em garrafa.